# Antonia Göransson
Antonia Pia Anna Göransson (* 16. September 1990 in Stockholm) ist eine ehemalige schwedische Fußballspielerin.

## Karriere

### Vereine
Göransson begann ihre Fußballkarriere bei Sjöbo IF. Von dort wechselte sie in den Nachwuchsbereich von LdB FC Malmö. Da sie sich dort nicht durchsetzen konnte, wechselte sie im Sommer 2008 zum Ligarivalen Kristianstads DFF. Hier debütierte die Nachwuchsnationalspielerin in der Damallsvenskan und kam zu drei Kurzeinsätzen als Einwechselspielerin. In den folgenden zwei Jahren wurde sie zur Stammkraft und erzielte in 35 Ligaspielen 25 Tore. Am 24. August 2010 wechselte sie zum Hamburger SV in die deutschen Frauen-Bundesliga. In der Saison 2010/11 belegte sie mit Platz vier die bisher beste Platzierung der Vereinsgeschichte. Am Saisonende lief ihr Vertrag aus und Göransson wechselte für drei Jahre zum 1. FFC Turbine Potsdam, mit dem sie 2012 die deutsche Meisterschaft gewann. Im Sommer 2014 verließ sie Potsdam zum schwedischen Erstligisten Vittsjö GIK. Zur Saison 2016 wechselte Göransson zum Seattle Reign FC, verließ diesen jedoch aufgrund einer Verletzung bereits im März 2016 wieder, ohne ein Ligaspiel bestritten zu haben. Kurz nach Start der Saison 2019/20 schloss sie sich dem deutschen Bundesligisten Bayer 04 Leverkusen an.

### Nationalmannschaft
Göransson wurde mit der U-19-Nationalmannschaft Vize-Europameisterin bei der Europameisterschaft 2009 und nahm an der U-20-Weltmeisterschaft 2010 in Deutschland teil. Damit weckte sie das Interesse von A-Nationaltrainer Thomas Dennerby, der sie im März 2010 erstmals in den Kader der Nationalmannschaft berief. Beim 4:0-Erfolg über Wales durch Tore von Nilla Fischer, Linnea Liljegärd, Anna Paulson und Jessica Landström kam sie jedoch nicht zum Einsatz. Am 26. Oktober 2010 kam sie beim 3:1 gegen Norwegen zu ihrem ersten Einsatz. Für die WM 2011 ist sie als jüngste Spielerin des schwedischen Kaders ebenfalls nominiert. Im letzten Vorrundenspiel wurde sie in der 65. Minute eingewechselt. Durch den Sieg gegen die USA traf ihre Mannschaft als Gruppensieger im Viertelfinale auf Australien und gewann mit 3:1. Mit dem umgekehrten Resultat endete das Halbfinale gegen Japan, bei dem sie in der 75. Minute eingewechselt wurde, dem Spiel aber auch keine Wende mehr geben konnte. Am 16. Juli 2011 gewann sie mit der Mannschaft das Spiel um Platz 3 beim 2:1-Sieg über Frankreich.
Am 29. Februar 2012 erzielte sie beim Algarve-Cup-Spiel gegen China ihr erstes Länderspieltor.
2012 kam sie in 15 von 16 Länderspielen zum Einsatz und stand auch im schwedischen Kader für die Olympischen Spiele 2012. Dort kam sie in drei Spielen zu Kurzeinsätzen.
Sie stand als einzige Bundesliga-Spielerin im Kader für die EM-Endrunde 2013 und kam in vier Spielen bis zum Ausscheiden im Halbfinale zum Einsatz. Nur gegen Italien wurde sie nicht eingesetzt.

## Erfolge
- Dritte der Weltmeisterschaft 2011
- Deutsche Meisterin 2012
- DFB-Hallenpokalsiegerin 2013, 2014